# Université de Bingöl
L'université de Bingöl (en turc : Bingöl Üniversitesi) est une université publique située à Bingöl, en Turquie. L'université de Bingöl, base de données Web of Science, selon les données de 2019, quant au nombre de publications par membre du corps professoral en Turquie, se classe n ° 6 sur 108 universités d'État.

## Affiliations
L'université est membre de la Caucasus University Association.